# Elecciones estatales de Baja California de 2013
Las Elecciones estatales de Baja California de 2013 se llevaron a cabo el domingo 7 de julio de 2013, y en ellas fueron renovados los titulares de los siguientes cargos de elección popular del estado mexicano de Baja California:
- Gobernador de Baja California. Titular del Poder Ejecutivo del estado, electo para un periodo de seis años no reelegibles en ningún caso. El candidato electo fue  Francisco Vega de Lamadrid.
- 5 Ayuntamientos. Formados por un Presidente Municipal y regidores, electos para un periodo de tres años, no reelegibles de manera consecutiva.
- 25 Diputados al Congreso del Estado. 17 Electos por mayoría relativa elegidos en cada uno de los Distritos electorales, mientras otros 8 son elegidos mediante representación proporcional.

## Organización

### Partidos políticos
El Instituto Electoral y de Participación Ciudadana de Baja California es el encargado de realizar el proceso electoral de 2013; para ello participaron 6 partidos nacionales y 2 partidos políticos locales. El Partido Acción Nacional, el Partido Revolucionario Institucional, el Partido de la Revolución Democrática, Partido del Trabajo, Partido Verde Ecologista de México, Movimiento Ciudadano y Nueva Alianza, en su carácter de partido nacional; mientras que el Partido de Baja California y el Partido Encuentro Social, de carácter estatal. Con la aprobación de la reforma política de 2011 en Baja California se creó un nuevo distrito electoral local con cabecera en el municipio de Playas de Rosarito; la creación de este nuevo distrito no significó la ampliación en el número de diputados que conforman la legislatura puesto que la misma reforma contempló la reducción de un diputado de representación proporcional.

### Distritos electorales
| Distrito | Municipios            | Mapa |
| -------- | --------------------- | ---- |
| 1        | Mexicali              |      |
| 2        | Mexicali              |      |
| 3        | Mexicali              |      |
| 4        | Mexicali              |      |
| 5        | Mexicali              |      |
| 6        | Mexicali y San Felipe |      |
| 7        | Tecate y Tijuana      |      |
| 8        | Tijuana               |      |
| 9        | Tijuana               |      |
| 10       | Tijuana               |      |
| 11       | Tijuana               |      |
| 12       | Tijuana               |      |
| 13       | Tijuana               |      |
| 14       | Ensenada              |      |
| 15       | Ensenada              |      |
| 16       | Tijuana               |      |
| 17       | Playas de Rosarito    |      |

### Coaliciones y precandidaturas

#### Unidos por Baja California
|  | Partido Acción Nacional - Gubernatura - Alcaldías de Tijuana, Tecate y Mexicali - 9 Diputaciones. Distritos II, III, IV, IX, X, XI, XIX y XV |
|  | Partido de la Revolución Democrática - Alcaldía de Ensenada - 4 Diputaciones. Distritos VI, VII, VIII y XII                                  |
|  | Nueva Alianza - Alcaldía de Playas de Rosarito - Diputados de los Distritos V, XIII y XVI                                                    |
|  | Partido de Baja California - Diputados de los Distritos I y XVII                                                                             |

#### Compromiso por Baja California
|  | Partido Revolucionario Institucional - Gubernatura - 5 ayuntamientos: Tijuana, Tecate, Playas de Rosarito, Ensenada y Mexicali. - 12 diputaciones. Distritos III, IV, V, VI, VII, IX, X, XI, XII, XIII, XV y XVII |
|  | Partido Verde Ecologista de México - 2 diputaciones. Distrito I y VIII - 4 regidurías. Tecate (1), Playas de Rosarito (1), Ensenada (1) y Mexicali (1). - Síndicatura en Tijuana                                  |
|  | Partido Encuentro Social de Baja California - 2 diputaciones. Distritos II y XVI - 5 regidurías. |
|  | Partido del Trabajo - 1 diputación. Distrito 14 - 9 regidurías. Tectae (3), Ensenada (3) y Tijuana (3) |

El 2 de marzo de 2013, el PRI confirmó los registros de los precandidatos a las alcaldías de Tijuana, Mexicali, Playas de Rosarito y Ensenada, siendo elegidos Jorge Astiazarán Orcí, Elí Topete Robles, Enrique Esquivel Haros y Gilberto Hirata Chico, respectivamente.

#### Movimiento Ciudadano
José Juan Contreras fue elegido para abanderar la candidatura a la presidencia municipal de Mexicali. 

## Resultados electorales

### Gobernador
|  | 47 % |

|  | 44 % |

|  | 5 % |

## Composición delCongreso del Estado
| Distrito                    | Municipio                   | Partido | Nombre                             |
| --------------------------- | --------------------------- | ------- | ---------------------------------- |
| I                           | Mexicali                    |         | José Francisco Barraza Chiquete    |
| II                          | Mexicali                    |         | Mónica Bedoya                      |
| III                         | Mexicali                    |         | Gustavo Sánchez Vázquez            |
| IV                          | Mexicali                    |         | Rosa Isela Peralta Casilla         |
| V                           | Mexicali                    |         | Alberto Martínez Carrillo          |
| VI                          | Mexicali                    |         | María del Cármen Frías             |
| VII                         | Tecate                      |         | Nereida Fuentes González           |
| VIII                        | Tijuana                     |         | Fausto Gallardo García             |
| IX                          | Tijuana                     |         | Miriam Josefina Ayón Castro        |
| X                           | Tijuana                     |         | Mario Osuna Jiménez                |
| XI                          | Tijuana                     |         | Rosalba López Regalado             |
| XII                         | Tijuana                     |         | José Roberto Dávalos Flores        |
| XIII                        | Tijuana                     |         | Irma Martínez Manríquez            |
| XIV                         | Ensenada                    |         | Armando Reyes Ledesma              |
| XV                          | Ensenada                    |         | Marco Antonio Novelo Osuna         |
| XVI                         | Tijuana                     |         | Rodolfo Olimpo Hernández Bojórquez |
| XVII                        | Playas de Rosarito          |         | Felipe Mayoral Mayoral             |
| Representación Proporcional | Representación Proporcional |         | Cuauhtémoc Cardona Benavides       |
| Representación Proporcional | Representación Proporcional |         | René Adrián Mendívil Acosta        |
| Representación Proporcional | Representación Proporcional |         | Alcibíades García                  |
| Representación Proporcional | Representación Proporcional |         | Julio César Vázquez Castillo       |
| Representación Proporcional | Representación Proporcional |         | Gerardo Álvarez                    |
| Representación Proporcional | Representación Proporcional |         | Laura Luisa Torres Ramírez         |
| Representación Proporcional | Representación Proporcional |         | David Ruvalcaba                    |
| Representación Proporcional | Representación Proporcional |         | Juan Manuel Molina                 |
| Fuente: IEPC                |                             |         |                                    |

## Encuestas de opinión

### Gobernador
| Encuestadora       | Fecha    |       |       |      | NS/NC |
| uniradioinforma    | 25/01/13 | 42.0% | 43.0% | -    | 10.0% |
| Testa Marketing    | 18/02/13 | 36.2% | 40.6% | 3.6% | 19.6% |
| Encuesta Ciudadana | 10/05/13 | 43.9% | 56.1% | -    | -     |
| Testa Marketing    | 12/04/13 | 28%   | 40%   | 3%   | 29%   |
| Testa Marketing    | 12/04/13 | 28%   | 40%   | 3%   | 29%   |
| Demotecnia         | 27/06/13 | 53%   | 45%   | 2%   | -     |